# Hanni Lévy
Pour les articles homonymes, voir Lévy.
Hanni Lévy (née Hanni Weissenberg le 16 mars 1924 à Berlin et décédée le 23 octobre 2019 dans le 9e arrondissement de Paris) est une survivante de l'Holocauste. Elle est l'une des 1 700 à 2 000 Juifs qui, cachés à Berlin, ont survécu au nazisme. Son destin est décrit dans le film Die Unsichtbaren – Wir wollen leben (de) de Claus Räfle.

## Biographie
Hanni Weißenberg grandit au Kaiserkorso à Berlin-Tempelhof (qui fait maintenant partie du Kleine Weg) et à partir de 1931 à Berlin-Kreuzberg dans la Solmsstraße. Son père était photographe, sa mère femme au foyer. La famille est laïque. Son père dit : « Nous sommes allemands, la religion est une affaire privée. » En 1939, son père Felix Weißenberg (1883-1940), contraint au travail forcé dans l'agriculture, est mort d'épuisement un an plus tard. Sa mère Alice Weißenberg (1890-1942), née Oberlander, est décédée en avril 1942, faute de soins médicaux. Plus tard Hanni Weißenberg a déclaré qu'elle était contente que ses parents soient morts si tôt et qu'ainsi ils aient été épargnés de beaucoup de souffrance. Sa grand-mère Cecilia Oberlander (1863-1943) a été déportée à Theresienstadt à l'automne 1942 où elle est morte en 1943 ; une Stolperstein a été posée en leur mémoire dans la rue Else-Lasker-Schüler à Berlin-Schöneberg.
En 1937, Hanni Weißenberg doit quitter, en tant que juive, l'école primaire de la rue Gneisenau et se rend à l'école Joseph Lehmann de la communauté juive réformée, rue Joachimsthaler. À seize ans, en 1940, elle a été contrainte au travail dans l'usine textile Zehlendorf qui produisait de la rayonne, entre autres pour les parachutes de la Wehrmacht. Après la mort de ses parents, elle vit avec des connaissances juives dans la rue d'Augsburg jusqu'à ce celles-ci soient déportées en décembre 1942. Comme elle ne figurait pas  « sur la liste », elle a été épargnée et est restée seule.
En février 1943, incapable de travailler en raison d'une blessure grave à son index droit, elle échappe à la « Fabrikaktion » de la Gestapo. Elle est à la maison quand les occupants de la maison sont raflés, mais est soupçonnée sur le chemin de l'usine. Weißenberg spontanément décide de verrouiller sa porte, de ne pas répondre aux sonneries et de s'enfuir au-dessus d'un autre appartement et du bâtiment principal. Elle ne peut rien emporter avec elle à part un manteau et un sac à main. « Je suis entrée dans la rue de sang froid », se souvient-elle, « je n'avais pas de plan, mais je savais que je ne devais pas attirer l'attention, c'était ma meilleure protection. » 
Hanni Weißenberg aime aller au cinéma, pour s'y réfugier dans le noir, et quand elle se retrouve une fois de plus sans abri, parce que maintenant aussi les hommes les plus âgés de la famille menacés de confiscation au service militaire, elle se confie au vendeur de billets au guichet. Viktoria Kolzer (1902-1976) héberge la jeune femme chez elle, au numéro 28 de la rue Nollendorf, où elle vit avec son mari Jean. Weißenberg reste chez le couple jusqu'à la chute du régime nazi; Viktoria Kolzer partage ses cartes de rationnement avec elle. Les Kolzer l'ont sauvé. Leur fils est au front. Tombé gravement malade Jean Kolzer est mort de la gangrène au début 1945. Hanni le soigne. « Nous avons grandi ensemble comme mère et fille. Je me suis tellement habitué à cette nouvelle vie que j'ai failli oublier le danger dans lequel je vivais. » C'est en compagnie de Viktoria Kolzer, qu'elle vit les nuits de bombardements et finalement la chute du régime nazi. Le contact avec la famille Most n'a jamais été rompu.
Après la libération de Berlin par l'Armée rouge, Weissenberg craint les attaques des soldats soviétiques. Elle apprend que les Most sont maintenant arrivés à Berlin-Zehlendorf, où, selon eux, la police militaire russe contrôle plus strictement les soldats. Elle s'y rend à pied avec Kolzer. Plus tard, les deux femmes sont revenues dans la rue Nollendorf. Weissenberg trouve du travail auprès de l'armée américaine. Fin 1946, un frère de sa mère, qui avait pu émigrer en France, la conduit à Paris; il avait trouvé son nom sur une liste du service de recherche de la Croix rouge allemande.
C'est à Paris qu'elle rencontré son futur mari, un allemand de famille juive. Ensemble, ils fondnt une entreprise de peinture. Hanni Lévy est décédée le 22 octobre 2019 à Paris, à l'âge de 95 ans,.

## Témoin oculaire

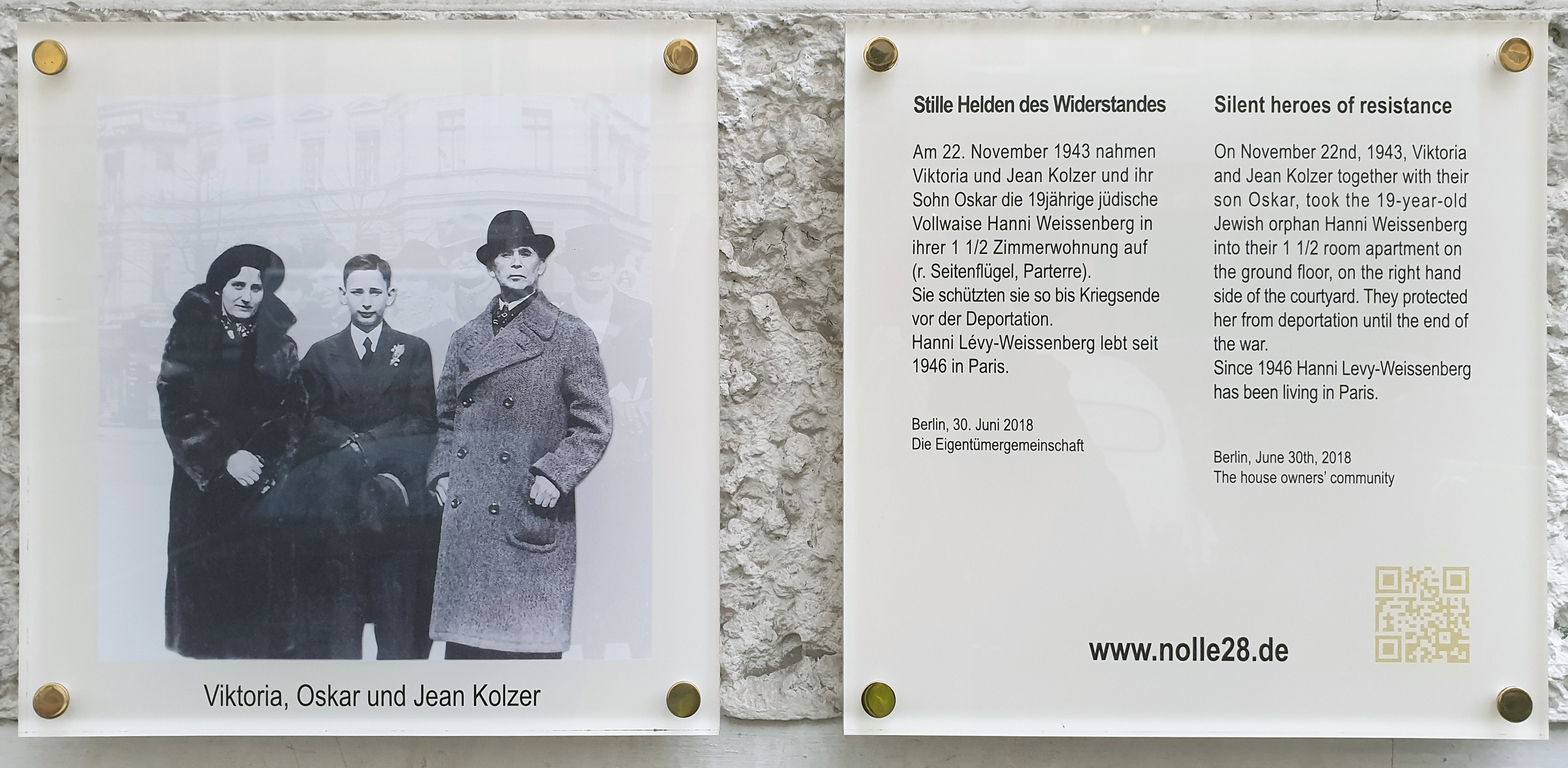
Plaque commémorative devant le numéro 28 de la rue Nollendorf.

Hanni Lévy apprend en 1978 que Viktoria Kolzer, Elfriede et Grete Most, figurent sur la liste des Justes parmi les Nations de Yad Vashem. En 1983, elle écrit pour sa famille un rapport en français de 13 pages sur sa survie, qui se trouve dans les archives du Mémorial de la Résistance allemande. Elle traduit ce rapport en allemand pour le catalogue de l'exposition « Formes de mémoire - voix  juives et non-juives de l'expulsion et de l'assassinat des voisins juifs dans le quartier bavarois ». Il est publié en 1995 sous le titre Sie haben mir das Leben ein zweites Mal gegeben. Rückblick an die Zeit im Untergrund in Berlin zwischen 1940 und 1945.
Lévy témoigne dans les écoles. En 2010, elle a participé à la cérémonie d'inauguration d'une plaque commémorative pour Victoria et Jean Kolzer dans la cour de la maison au numéro 28 de la rue Nollendorf,, et en 2011 pour la pose de quatre Stolpersteine pour sa grand-mère et ses parents.
Claus Räfle l'interroge pour son film semi-documentaire Die Unsichtbaren – Wir wollen leben, (Les invisibles - Nous voulons vivre), qui décrit quatre destins de Juifs clandestins à Berlin. Le film contient également une interview de Lévy en 2009. Le film est sorti en 2017  ainsi qu'un livre de livre de Räfle : Die Unsichtbaren – Untertauchen, um zu überleben (Les invisibles, entrer en clandestinité pour survivre). Lévy a donné à cette occasion une série d'interviews pour des journaux, des magazines et des chaînes de télévision et a été invitée le 23 novembre 2017 dans l'émission de Markus Lanz à la ZDF.
En 2018, une autre plaque commémorative pour la famille Kolzer est apposée sur le portail de la maison au numéro 28 de la rue Nollendorf.
Le 27 janvier 2018, Lévy a pris la parole à l'occasion de la journée de commémoration des victimes du national-socialisme au Congrès du parti fédéral des Alliance 90 /Verts à Hanovre. Elle a mis en garde contre un retour de la pensée discriminatoire : « On disait plus tôt: les Juifs sont fautifs. Aujourd'hui, ce sont les réfugiés. »

## Sources
La biographie est essentiellement basée sur le rapport autobiographique de Lévy des années 1980 et sur des discussions ultérieures avec, entre autres, l'historienne Beate Kosmala. Il s’appuie sur un certain nombre de documents historiques, qui figurent dans le texte.
Certains documents historiques contemporains de l'histoire personnelle de Lévy sont maintenant la propriété du Musée juif de Berlin. Parmi celles-ci figurent deux lettres d'adieu adressées à Hanni Weissenberg par des personnes qui, conjointement avec Weissenberg, ont effectué des travaux forcés dans le Spinnstofffabrik Zehlendorf et ont été déportées à la fin de 1941 ou au cours de 1942.

## Honneurs
- Ordre du Mérite de l'État de Berlin (2019)[29]